# Scopula moralesi
Scopula moralesi là một loài bướm đêm trong họ Geometridae.